# ベルギー高速鉄道1号線

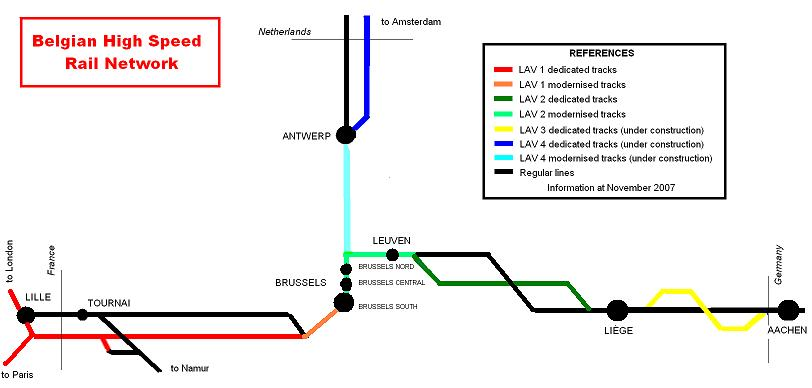
ベルギー国内の高速鉄道路線

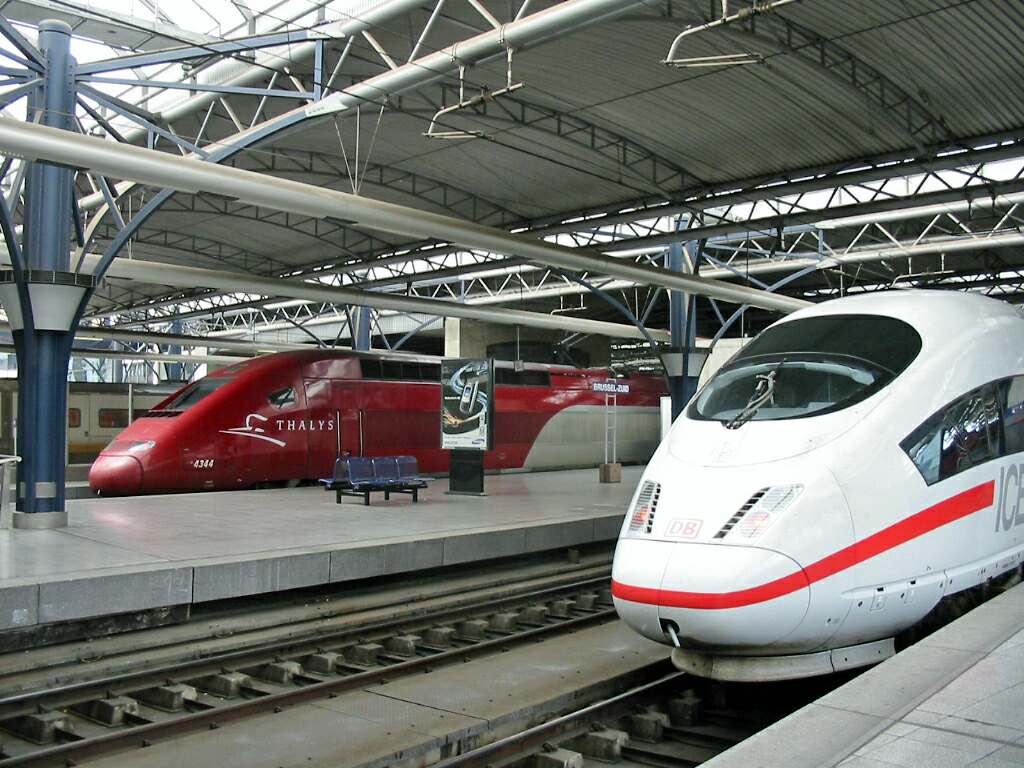
ブリュッセル南駅の国際線ホーム

ベルギー高速鉄道1号線(Hogesnelheidslijn 1,HSL 1)はベルギーの高速鉄道路線でブリュッセルとフランス国境を結んでいる。路線長は88kmでそのうち71kmは新たに建設された専用の高速線で、残りの17kmは在来線を改良した区間となっている。営業開始は1997年12月14日である。当路線の開業によりパリ・ブリュッセル間の所要時間をかなり短縮され現在1時間20分ほどである。LGV北線とともにユーロスターなどの国際列車の所要時間短縮で大きなインパクトを与えている。ロンドンとブリュッセルを結ぶユーロスター以外にもパリ・ブリュッセル、アムステルダム方面を結ぶタリスが運行されている。建設費は14億2千万ユーロである。

## 路線経路
列車はブリュッセル南駅を出ると在来線を経由する。従来からの在来線も220km/hの高速走行が出来るように大幅に改良された。フォレストでタリスやユーロスターの検車所を過ぎる。起点から13kmのハレで列車はブリュッセル-シャルルロワ運河を越える前に開削工法トンネル区間に入る。17km地点でハレ近郊ランビックで高速線に入り300km/h走行になる。ルベックとエンギエンの間はオートルートA8号線と安全柵で仕切られ並行している。エンギエンでは、従来からの在来線ブリュッセル・トゥルネー線とおよそ10km並行する。保線基地の"Le Coucou"はアトの近くにある。この基地は路線の建設が行われていた1993年から1998年の間、供され現在はHSL 1の保線基地となっている。少し行くと、2,005mのアーブル高架橋を渡る。この高架橋はヨーロッパでも長い高架橋の一つで、アトとChièvres間にありアト・ブラントン運河、デンダー川、モンス道路、Ath-Jurbise鉄道をまたいでいる。アントイングでモンス・トゥルネー線に接続する。この路線はタリスのパリ・ナミュール間の路線に使われている。
その後スヘルデ川の483mの高架橋を過ぎ、ブルイェルの365mの開削工法トンネル区間を通りベルギーとフランス国境を過ぎ88km地点のWannehainに達する。そこから11km進むとLGV北線との分岐点フレタンに達し、パリやリール方面それぞれに向かう列車は分かれる。当路線はLGV各線に導入されている方式と同じ保安システムであるTVM430が導入されている。